# Mistrzostwa Świata w Piłce Nożnej 1970 (składy)
Składy finalistów Mistrzostw Świata w Piłce Nożnej w 1970 rozgrywanych w Meksyku.
 Anglia
Trener: Alf Ramsey
Jeffrey Astle, Alan Ball, Gordon Banks, Colin Bell, Peter Bonetti, Bobby Charlton, Jack Charlton, Allan Clarke, Terry Cooper, Emlyn Hughes, Norman Hunter, Geoff Hurst, Brian Labone, Francis Lee, Bobby Moore, Alan Mullery, Keith Newton, Peter Osgood, Martin Peters, Alex Stepney, Nobby Stiles, Tommy Wright
 Belgia
Trener: Raymond Goethals
Jacques Beurlet, Pierre Carteus, Johan Devrindt, Nicolas Dewalque, Jean Dockx, Jacques Duquesne, Georges Heylens, François Janssens, Léon Jeck, Raoul Lambert, Maurice Martens, Alfons Peeters, Christian Piot, Odilon Polleunis, Wilfried Puis, Léon Semmeling, Jean Thissen, Jean-Marie Trappeniers, Erwin Vandendaele, Paul Van Himst, Wilfried Van Moer, Jan Verheyen
 Brazylia
Trener: Mário Zagallo
Ado, Baldocchi, Brito, Carlos Alberto, Clodoaldo, Dada, Edu, Everaldo, Félix, Fontana, Gérson, Jairzinho, Joel, Emerson Leão, Marco Antonio, Paulo Cesar, Pelé, Piazza, Rivelino, Roberto Miranda, Tostão, Zé Maria
 Bułgaria
Trener: Stefan Bożkow
Stefan Aładżow, Georgi Asparuchow, Christo Bonew, Iwan Dawidow, Dinko Dermendżiew, Iwan Dimitrow, Boris Gaganełow, Miłko Gajdarski, Bożidar Grigorow, Dimityr Jakimow, Stojan Jordanow, Georgi Kamenski, Todor Kolew, Dimityr Maraszliew, Wasił Mitkow, Asparuch Nikodimow, Dimityr Penew, Georgi Popow, Simeon Simeonow, Aleksandyr Szałamanow, Dobromir Żeczew, Petyr Żekow
 Czechosłowacja
Trener: Jozef Marko
Jozef Adamec, Milan Albrecht, Ján Čapkovič, Jozef Čapkovič, Karol Dobiáš, Anton Flešár, Vladimír Hagara, Alexander Horváth, Ivan Hrdlička, Vladimír Hrivnák, Karol Jokl, Josef Jurkanin, Ladislav Kuna, Andrej Kvašňák, Václav Migas, Ladislav Petráš, Ján Pivarník, Jaroslav Pollák, Alexander Vencel, Bohumil Veselý, František Veselý, Ivo Viktor, Ján Zlocha
 Izrael
Trener: Imanu’el Szefer
Szeragga Bar, Menachem Bello, Eli Ben Rimoj, George Borba, Jehoszua Feigenbaum, Jechi’el Hame’iri, Jechezkel Chazom, Dawid Karako, Ja’ir Nosowski, Dawid Primo, Mosze Romano, Cewi Rosen, Szemu’el Rosenthal, Jeszajahu Schwager, Dani Szmulewicz-Rom, Jicchak Szum, Roni Szuruk, Gijjora Spiegel, Mordechaj Spiegler, Rachamim Talbi, Jochanan Wallach, Jicchak Vissoker
 Maroko
Trener: Błagoja Widiniḱ
Ahmed Alaoui, Driss Bamous, Boujemaa Benkhrif, Mustapha Choukri, Hamid Dahane, Mohammed El Filali, Abdelkader El Khiati, Jalili Fadili, Ahmed Faras, Said Ghandi, Mouhoub Ghazouani, Mohammed Hazzaz, Houmane Jarir, Allal Ben Kassou, Moulay Khanoussi, Abdallah Lamrani, Mohammed Maaroufi, Abdelkader Ouaraghli, Kacem Slimani
 Meksyk
Trener: Raúl Cárdenas
Juan Alejandrez, Juan Ignacio Basaguren, Enrique Borja, Ignacio Calderón, Francisco Castrejón, Isidoro Díaz, Javier Fragoso, José Gonzalez, Javier Guzmán, Guillermo Hernández, Horacio López Salgado, Francisco Montes, Antonio Mota, Antonio Munguía, Aarón Padilla, Gustavo Peña, Mario Pérez, Héctor Pulido, Marcos Rivas, Javier Valdivia, Jose Vantolra, Mario Velarde
 RFN
Trener: Helmut Schön
Franz Beckenbauer, Peter Dietrich, Klaus Fichtel, Jürgen Grabowski, Helmut Haller, Sigfried Held, Horst-Dieter Höttges, Reinhard Libuda, Hannes Löhr, Max Lorenz, Sepp Maier, Manfred Manglitz, Gerd Müller, Wolfgang Overath, Bernd Patzke, Karl-Heinz Schnellinger, Willi Schulz, Uwe Seeler, Klaus-Dieter Sieloff, Berti Vogts, Wolfgang Weber, Horst Wolter
 Peru
Trener: Didi
Julio Baylón, Eloy Campos, Roberto Chale, Héctor Chumpitaz, Rubén Correa, Luis Cruzado, Teófilo Cubillas, Orlando de la Torre, José del Castillo, José Fernández, Nicolás Fuentes, Alberto Gallardo, Javier González, Pedro Gonzáles, Jesús Goyzueta, Pedro León, Ramón Mifflin, Oswaldo Ramírez, Eladio Reyes, Luis Rubiños, Félix Salinas, Hugo Sotil
 Rumunia
Trener: Angelo Niculescu
Stere Adamache, Dan Coe, Augustin Deleanu, Emeric Dembrovschi, Cornel Dinu, Nicolae Dobrin, Flavius Domide, Florea Dumitrache, Ion Dumitru, Vasile Gergely, Gheorghe Gornea, Mihai Ivăncescu, Mircea Lucescu, Nicolae Lupescu, Mihai Mocanu, Alexandru Neagu, Radu Nunweiller, Nicolae Pescaru, Necula Răducanu, Lajos Sătmăreanu, Gheorghe Tătaru, Marin Tufan
 Salwador
Trener: Hernán Carrasco
Elmer Acevedo, Ernesto Aparicio, Salvador Cabezas, David Cabrera, Guillermo Castro, Santiago Cortés, Gualberto Fernández, Raúl Magaña, Mauricio Manzano, Salvador Mariona, Juan Ramón Martínez, Sergio Méndez, Mario Monge, Saturnino Osorio, Tomas Pineda, Jaime Portillo, José Quintanilla, Roberto Rivas, Mauricio Alonso Rodríguez, Genaro Sarmeno, Jorge Vásquez, Alberto Villalta
 Szwecja
Trener: Orvar Bergmark
Kurt Axelsson, Claes Cronqvist, Inge Ejderstedt, Leif Eriksson, Ove Grahn, Roland Grip, Ronnie Hellström, Ove Kindvall, Krister Kristensson, Bo Larsson, Sven-Gunnar Larsson, Leif Målberg, Göran Nicklasson, Tomas Nordahl, Björn Nordqvist, Jan Olsson, Sten Pålsson, Örjan Persson, Ronney Pettersson, Hans Selander, Tommy Svensson, Tom Turesson
 Urugwaj
Trener: Juan Hohberg
Atilio Ancheta, Rúben Bareño, Omar Caetano, Francisco Cámera, Walter Corbo, Julio César Cortés, Luis Cubilla, Víctor Espárrago, Dagoberto Fontes, Alberto Gómez, Julio Losada, Ildo Maneiro, Roberto Matosas, Ladislao Mazurkiewicz, Julio Montero Castillo, Julio Morales, Juan Mujica, Pedro Rocha, Rodolfo Sandoval, Héctor Santos, Luis Ubiñas, Óscar Zubía
 Włochy
Trener: Ferruccio Valcareggi
Enrico Albertosi, Mario Bertini, Roberto Boninsegna, Tarcisio Burgnich, Pierluigi Cera, Giancarlo De Sisti, Angelo Domenghini, Giacinto Facchetti, Ugo Ferrante, Giuseppe Furino, Sergio Gori, Antonio Juliano, Sandro Mazzola, Comunardo Niccolai, Fabrizio Poletti, Pierino Prati, Giorgio Puia, Luigi Riva, Gianni Rivera, Roberto Rosato, Lido Vieri, Dino Zoff
 ZSRR
Trener: Gawriił Kaczalin
Walentin Afonin, Kachi Asatiani, Anatolij Byszowiec, Rewaz Dzodzuaszwili, Lew Jaszyn, Wołodymyr Kapłyczny, Anzor Kawazaszwili, Murtaz Churcilawa, Nikołaj Kisielow, Witalij Chmelnycki, Giennadij Łogofiet, Jewgienij Łowczew, Slawa Metreweli, Wołodymyr Muntian, Giwi Nodia, Wałerij Porkujan, Anatolij Puzacz, Wiktor Serebrianikow, Albert Szestierniow, Łeonid Szmuc, Giennadij Jewriużychin, Walerij Zykow